# Qonggyai
Qonggyai (chữ Tạng: སྣེ་གདོང་རྫོང་; Wylie: ´phyongs rgyas rdzong; ZWPY: Qonggyai Zong; tiếng Trung: 琼结县; bính âm: Qióngjié Xiàn, Hán Việt: Quỳnh Kết huyện) là một huyện của địa khu Sơn Nam (Lhoka), khu tự trị Tây Tạng, Trung Quốc. Qonggyai bao gồm "Thung lũng của các vị Vua", gồm muột loạt các ngôi mộ, xấp xỉ 27 km (16 dặm) phía nam của Tsetang, gần trấn Qonggyai thuộc núi Mure. Di tích này có tám mô đất lớn và được tin là nơi chôn cất của tám vị vua Tây Tạng. Qonggyai nằm ở trung lưu của thung lũng sông Brahmaputra và có độ cao trung bình là 3900 mét, đỉnh cao nhất là 6450 mét.

### Trấn
- Quỳnh Kết (琼结镇)

### Hương
- Lạp Ngọc (拉玉乡)
- Hạ Thủy (下水乡)
- Gia Ma (加麻乡)